# Sheila O’Brien
Sheila O’Brien (* 9. Oktober 1902 in Texas; † 26. Januar 1983 in Los Angeles, Kalifornien) war eine US-amerikanische Kostümbildnerin, die ein Mal für den Oscar für das beste Kostümdesign nominiert war und vor allem für Joan Crawford arbeitete.

## Leben
Nachdem Sheila O’Brien bei einigen Filmen in der Kostüm- und Garderobenabteilung gearbeitet hatte, wirkte sie als Kostümbildnerin bei dem Filmmelodram Die Lügnerin (Harriet Craig, 1950) von Vincent Sherman mit Joan Crawford, Wendell Corey und Lucile Watson erstmals als Kostümbildnerin bei einer Filmproduktion mit.
Bei der Oscarverleihung 1953 wurde sie für den Oscar für das beste Kostümdesign in einem Schwarzweißfilm nominiert, und zwar für den Film noir Maskierte Herzen (Sudden Fear, 1952) von David Miller mit Joan Crawford, Jack Palance und Gloria Grahame in den Hauptrollen.

## Filmografie (Auswahl)
- 1939: Der Zauberer von Oz (The Wizard of Oz)
- 1949: Die Straße der Erfolgreichen (Flamingo Road)
- 1950: Im Solde des Satans (The Damned Don’t Cry)
- 1950: Die Lügnerin (Harriet Craig)
- 1952: Maskierte Herzen (Sudden Fear)
- 1954: Johnny Guitar – Wenn Frauen hassen (Johnny Guitar)
- 1955: Das Haus am Strand (Female on the Beach)
- 1961: Gefährten des Todes (The Deadly Companions)